# Garsa blava asiàtica
La garsa blava asiàtica (Cyanopica cyanus) és una espècie d'ocell de la família dels còrvids (Corvidae) amb dues poblacions aïllades entre elles, que modernament són sovint considerades espècies diferents.

## Morfologia
Còrvid gràcil, amb una llargària de 34-35 cm incloent una llarga cua de color blau cel. Les ales són del mateix color. Part superior del cap negre, gola blanca i color general canyella grisenc.

## Hàbitat i distribució
Habita zones de bosc poc dens, sabanes i àrees agrícoles, per un costat al sud-oest de la península Ibèrica i per altre a l'Àsia oriental, a Mongòlia, Xina, Corea i Japó.

## Subespècies
La classificació del Congrés Ornitològic Internacional (Versió 3,3, 3013) contempla 7 subespècies mentre separa la població ibèrica en una espècie diferent (Cyanopica cooki), considerada una subespècie més per altres autors.
- Cyanopica cyanus cyanus. Nord de Mongòlia, sud-est de Rússia asiàtica i nord-est de la Xina.
- Cyanopica cyanus interposita. Centre de la Xina.
- Cyanopica cyanus japonica. Japó.
- Cyanopica cyanus kansuensis. Nord de la Xina.
- Cyanopica cyanus koreensis. Corea.
- Cyanopica cyanus stegmanni. Nord-est de la Xina.
- Cyanopica cyanus swinhoei. Xina oriental.